# 효자동 (서울)
효자동(孝子洞)은 서울특별시 종로구의 법정동이다. 행정동 상 청운효자동에 속하며, 궁정동, 옥인동, 신교동, 창성동에 접한다.

## 역사
'효자'(孝子)라는 이름은 조선 선조 때 학자 조원(趙瑗)의 아들인 형제 희신과 희철이 효자였다 하여 쌍효잣골 또는 효곡(孝谷)이라 한 것에서 유래하였다. 당시 환관들이 많이 살던 곳으로 전해지며, 현대도 그 흔적이 남아 있다.
일제시대인 1914년에 백구동(白狗洞) 일부, 동곡(東谷) 일부, 육상궁동(毓祥宮洞) 일부, 장동(壯洞) 일부, 효곡(孝谷), 온정동(溫井洞) 일부, 신교(新橋) 일부가 합쳐져 효자동이 설치되었다. 1936년 동(洞)을 일본식인 정(町)으로 개칭하였으나 이후 1946년 동으로 되돌려졌다. 1943년부터 경기도 경성부 종로구에 배속되었다.
1955년 창성동과 함께 행정동 청송동(廳松洞)을 이루게 되었고, 1970년에는 여기에 백송동(白松洞)이 더해진 행정동 효자동이 설치되었다. 2008년부터 행정동 효자동과 청운동을 합하여 설치한 청운효자동에 속하게 되었다.

## 명소
- 쌍홍문(雙紅門) 터: 효성이 지극한 조원의 아들들을 기려 나라에서 정문(旌門)을 세웠던 터로, 효자동이라는 동명의 유래가 되었다.
- 신익희 가옥: 신익희가 1954년 8월부터 숨진 때인 1956년 5월까지 살았던 집으로, 효자동 164-2번지에 소재한다.[2] 서울특별시 기념물 제23호로 지정되었다.

## 같이 보기
- 청운효자동